# 三井拓秀
三井 拓秀（みつい たくひで、1948年3月5日-）は、日本国並びに米国ニューヨーク州及びコロンビア特別区弁護士。東京都目黒区出身。三井法律事務所代表パートナー。

## 人物
ニッポン放送事件ではライブドア側の代理人を務めたことで知られる。

## 略歴
- 1974年3月　東京大学法学部卒業
- 1977年4月　司法修習修了（29期）後、弁護士登録（第二東京弁護士会）
- 1983年5月　米国コロンビア大学コロンビア・ロー・スクール卒業（LL.M.）
- 1983年8月　Davis, Polk & Wardwell（ニューヨーク）にて勤務
- 1984年6月　米国ニューヨーク州弁護士登録、米国コロンビア特別区弁護士登録
- 1984年9月　Linklaters & Paines（ロンドン）にて勤務
- 1985年6月　Bank of Tokyo International Limited（ロンドン、東京銀行の現地法人）にて勤務
- 1986年6月　富田金澤法律事務所パートナー就任
- 1988年8月　同事務所を独立して、安田三洋、和仁亮裕、前田博とともに三井安田法律事務所を設立、同事務所パートナー就任
- 2004年12月5日　三井安田法律事務所分裂、解散
- 2004年12月6日　同所在地にて同事務所出身の十数名の弁護士とともに三井法律事務所（Mitsui Company）設立、同事務所代表パートナー就任
- 2005年11月　株式会社GABA取締役就任
- 2011年7月　三井法律事務所分裂、19名中大塚和成弁護士ら11名が離脱して二重橋法律事務所を設立、猪木俊宏弁護士も離脱して独立、三井法律事務所は5名となる[1]。

## 参考資料
http://www.ventureza.jp/interview/index012.php